# Івановська Олена Петрівна
Олена Петрівна Івановська, до шлюбу Гончарук (нар. 10 березня 1968, м. Кам'янець-Подільський, Хмельницька область) — українська фольклористка, професор, докторка філологічних наук, завідувач катедри фольклористики КНУ ім. Шевченка, заступник директора Інституту філології КНУ з виховної роботи. Член науково-методичної комісії Інституту філології КНУ, Експертної ради ВАК України. Член редколегій наукового збірника «Література. Фольклор. Проблема поетики» та науково-освітнього часопису «Міфологія і фольклор».
З 15 липня 2025 року - Уповноважена з захисту державної мови.

## Життєпис
Закінчила 1990 філологічний факультет, 1995 — аспірантуру катедри фольклористики Київського університету. 
У 1996 році захистила кандидатську дисертацію «Фольклористична діяльність Ганни Барвінок», 2007 році — докторську дисертацію «Суб'єктно-образна система фольклору: категоріальний аспект». 
З 1995 працює в Київському університеті: асистентка, доцентка, професорка, завідувачка (з 2007) катедри фольклористики Інституту філології. Членкиня вченої ради Інституту філології, членкиня спеціалізованої вченої ради із захисту дисертацій у Київському університеті, членкинч експертної ради ДАК України МОН України, членкиня державної експертної комісії з філології та соціальних комунікацій МОН України.
Також працює у «Центр фольклору та етнографії» при Інституті філології КНУ імені Тараса Шевченка.
Сфера наукових зацікавлень: звичаєве право, теорія фольклору, історія фольклористики, семіологічні та наративні особливості фольклорного тексту, статусні та рольові функції суб'єкта фольклорної комунікації, ґендерні дослідження фольклору. Першопрохідниця у дослідженні фольклористичної та літературної спадщини Ганни Барвінок (О. М. Білозерської-Куліш).
15 липня 2025 року Кабінет міністрів України призначив Івановську Уповноваженою з захисту державної мови.

## Наукові праці
Олена Івановська є авторкою близько 100 наукових, у тому числі 17 науково-методичних, праць, навчальних посібників, підручника та навчальних програм з методики викладання фольклору, етнопедагогіки, української етнографії, звичаєвого права, української народної творчості, теорії фольклору. 

### Основні праці
- Фольклористична спадщина Ганни Барвінок. 1996;
- Фольклор як простір розгортання соціумних смислів. Діалог: медіа-студії. 2005;
- Звичаєве право в Україні. Етнотворчий аспект. — К., 2003, 2014;
- Український фольклор як функціонально-образна система суб'єктності. — К., 2005; ISBN 966-7769-43-7
- Суб'єктно-образна система фольклору: категоріальний аспект. 2007;
- Народний поховальний текст: ініціальна специфіка, транзитні смисли. 2008;
- Традиції фольклористичної наукової школи Шевченкового університету. — К., 2010;
- Комунікативна природа фольклорного тексту. — К., 2012;
- Український фольклор: прагматика та семантика традиційних смислів. — К., 2012.

## Нагороди та відзнаки
- Премія імені Тараса Шевченка Київського університету (1993)
- Подяка Прем’єр-міністра України (2009)

### Наукові публікації
- Перелік понад 35-ти наукових публікацій О. Івановської// Google-Академія, Процитовано 15.7.2025